# Normanton (Queensland)
Pour les articles homonymes, voir Normanton.
Normanton (1 100 habitants) est une ville située au nord de l'État du Queensland, en Australie à 2 088 km au nord-ouest de Brisbane sur la Norman River.
Elle est peuplée majoritairement d'Aborigènes.
Cette ville a un terminus à un bout de la ligne de chemin de fer Normanton-Croydon, qui fut construite à l'époque de la ruée vers l'or dans les années 1890. Le train Gulflander y fonctionne environ une fois par semaine.